# Bắc Hồng (xã)
Bắc Hồng là một xã thuộc huyện Đông Anh, thành phố Hà Nội, Việt Nam.

## Địa lý
Xã Bắc Hồng nằm ở phía tây bắc huyện Đông Anh, cách trung tâm thành phố Hà Nội 25 km, có vị trí địa lý:
- Phía đông giáp xã Nguyên Khê
- Phía tây giáp xã Nam Hồng và huyện Mê Linh
- Phía nam giáp xã Vân Nội
- Phía bắc giáp huyện Sóc Sơn.

Xã Bắc Hồng có diện tích 7,20 km², dân số năm 2022 là 15.578 người, mật độ dân số đạt 2.163 người/km².
Khoảng 65% nhân dân trong xã sống bằng nghề sản xuất nông nghiệp, 35% sống bằng các nghề dịch vụ, tiểu thủ công nghiệp, nghề khác.

## Hành chính
Xã Bắc Hồng có 6 thôn: Bến Trung, Mỹ Nội, Phù Liễn, Quan Âm, Thượng Phúc (Làng Hương), Thụy Hà.

## Lịch sử
Làng Thụy Hà đầu thế kỷ XIX là một xã thuộc tổng Đông Đồ, huyện Kim Hoa (năm 1841 đổi thành huyện Kim Anh), phủ Bắc Hà, trấn Kinh Bắc (từ năm 1831 là tỉnh Bắc Ninh)
Làng Chu Lão thời xưa - trước năm 1945 - gồm bốn thôn: Bến Trung, tên nôm là làng Bến; Phù Liễn, tên nôm là Làng Cần; Quan Âm tên nôm là làng Sọ; Thượng Phúc, tên nôm là làng Hương. Các làng xưa ấy sau gọi là thôn, còn thôn Mỹ Nội có tên nôm là làng Nội.
Sau Cách Mạng Tháng Tám 1945 Thụy Hà hợp nhất với các làng Chu Lão, Sơn Gia thành lập xã Bắc Hồng, huyện Đông Anh, tỉnh Phúc Yên (từ năm 1950 là tỉnh Vĩnh Phúc).
Tháng 2 năm 1946, thành lập xã Tuyên Nghĩa trên cơ sở xã Chu Lão, xã Thụy Hà và thôn Mỹ Nội thuộc xã 
Sơn Du.
Tháng 3 năm 1948, thành lập xã Nam Hồng trên cơ sở các xã: Sơn Du, Tuyên Nghĩa và Phúc Long.
Tháng 4 năm 1955, xã Nam 
Hồng được tách ra thành 2 xã là: Nam Hồng (Tuyên Nghĩa) và Bắc Hồng (Phúc 
Long) và chuyển Sơn Du về xã Phúc Thịnh (Nguyên Khê ngày nay) quản lý.
Ngày 20 tháng 4 năm 1961, Quốc hội ban hành Nghị quyết về việc sáp nhập xã Bắc Hồng, huyện Đông Anh, tỉnh Vĩnh Phúc vào thành phố Hà Nội quản lý.

## Văn hóa
Xã Bắc Hồng đứng trong đội hình hơn 20 xã của một vùng đất giàu truyền thống lịch sử và cách mạng - huyện Đông Anh, Hà Nội. Tư liệu cho hay: Bắc Hồng trước đây thuộc tỉnh Phúc Yên. Từ năm 1961, trên địa bàn huyện Đông Anh có hai xã Nam Hồng và Bắc Hồng đều thuộc thành phố Hà Nội.
Tên xã hiện nay - xã được Nhà nước phong tặng danh hiệu cao quý: Anh hùng Lực lượng vũ trang nhân dân - gồm ba làng cũ: Chu Lão, Mỹ Nội, Thụy Hà. Thời xưa, nguyên là hai xã Chu Lão, Thụy Hà và thôn Mỹ Nội, xã Sơn Du, Tổng Đông Đô, huyện Đông Anh, tỉnh Phúc Yên.
Với người thời đại mới bây giờ, mỗi khi nhắc đến tên nôm của làng xưa, ai cũng cảm nhận sự bồi hồi, bâng khuâng mỗi khi nhắc đến những cái tên như Sọ, Bến hoặc như La, Ngòi, Ghềnh, Lão... Những tên ngày xưa ấy đọng lại trong tiếng trống hội, trong tích chèo, trong tấm áo tứ thân, trong những cây gậy trúc các bô lão tóc bạc phơ đủng đỉnh bước vào sân đình.
Các thôn thuộc xã Bắc Hồng thờ hơn mười vị thần thành hoàng, trong đó có nhiều vị từng góp công lớn trong sự nghiệp bảo vệ Tổ quốc như Thánh Gióng thời vua Hùng, như Đức thánh Linh Lang thời Lý. Sông có Hà Bá, làng có thành hoàng, nếp xưa vẫn được giữ gìn cho đến ngày nay, dẫu Bắc Hồng "Đội hình hàng dọc, hàng ngang; Đi trên đường mới và đang bước dồn".
Bắc Hồng là ga xép trên đường vành đai của một thủ đô được tôn vinh là "Thành phố Anh hùng", là "Thành phố vì hòa bình", là "Cái nôi của nghìn năm văn hiến". Là ga xép, nên khách đi tàu không đông và không ồn ã như các phiên chợ quê. Dẫu vậy, so với những năm trước thì bây giờ hành khách có phần tăng hơn. Đến với ga này, hành khách yên tâm về sự đón tiếp, về sự phục vụ. Ga là một tổ ấm, một "điểm hồng". Một mình đứng đấy mà vui chứ không rơi vào cảnh đơn lẻ, buồn tênh như câu thơ tôi bỗng nhớ đã đọc ở đâu đó của một thời xa: "Ga quê đứng đó chơi vơi; Đêm mưa rả rích buồn ơi là buồn...".
Năm 1947, Bắc Hồng là điểm tập kết của Trung đoàn Thủ đô sau cái đêm rét thấu xương rời khỏi Hà Nội, qua sông Hồng - cuộc rút lui được gọi là "Thần kỳ" của một đơn vị chủ lực từng quần nhau với giặc Pháp 60 ngày đêm trên địa bàn Liên khu I rực lửa. Thời ấy, tình quân dân gắn bó như keo sơn. Các anh hành quân lên Việt Bắc, dân làng nhớ mãi: "Dấu chân ngày ấy đâu rồi; Một thời oanh liệt, một thời nhớ thương".
Bây giờ thì tiếng còi tàu đi vào nỗi nhớ. Vùng quê nào có nhà ga, ấy là vùng quê có một nét phồn thịnh, khởi sắc. Ga vốn là bến đỗ và cũng là nơi đưa tiễn bạn bè, người thân lên đường. "Ga này đứng ở quê em; Nghe hồi còi vọng lại thêm nhớ người..." Bắc Hồng - một ga vành đai, tuổi còn trẻ và sức đang đầy,...
Chùa Tổ Long Tự tên chữ Tổ Long Tự (chữ Nho: 祖 龍 寺) là một ngôi cổ tự nằm ở khúc đầu của con rồng, tại địa phận thôn Thụy Hà, là nơi sinh hoạt của người dân.

## Giao thông
Ga Bắc Hồng nằm trên địa bàn xã Bắc Hồng. Đây là nhà ga đứng cuối cùng kể từ phía Nam lên phía Bắc của vành đai Đường sắt Thủ đô Hà Nội. Tìm hiểu thêm về "tiểu sử" của vùng đất anh hùng này đối với CBCNV nhà ga và hành khách lên, xuống ga này cũng như những ai yêu mến Đông Anh và Hà Nội là điều rất bổ ích, lý thú.